# Grand Prix Sezon 1939
Sezon Grand Prix 1939 – sezon cyklu Wyścigów Grand Prix. Rozgrywany był przy wyraźnie pogarszającej się sytuacji międzynarodowej. Został rozegrany w tymże roku ostatni sezon Mistrzostw Europy AIACR, jednakże nikt nie został Mistrzem Europy. Stało się tak z powodu przerwania cyklu przez wybuch II wojny światowej. W związku z tym nie została rozegrana runda we Włoszech. Rozegrane wyścigi zdominowali kierowcy z III Rzeszy, trzeba jednak pamiętać, że niektórzy spośród kierowców włoskich nie pojawili się na starcie we Francji z powodu zakazu Mussoliniego.

## Podsumowanie Sezonu

### Grandes Prix zaliczane do Mistrzostw Europy
| Grand Prix            | Tor               | Data       | Zwycięzca (kierowcy) | Zwycięzca (konstruktorzy) | Wyniki |
| --------------------- | ----------------- | ---------- | -------------------- | ------------------------- | ------ |
| Grand Prix Belgii     | Spa-Francorchamps | 25 czerwca | Hermann Lang         | Mercedes-Benz             | Wyniki |
| Grand Prix Francji    | Reims-Gueux       | 9 lipca    | Hermann Paul Müller  | Auto Union                | Wyniki |
| Grand Prix Niemiec    | Nürburgring       | 23 lipca   | Rudolf Caracciola    | Mercedes-Benz             | Wyniki |
| Grand Prix Szwajcarii | Bremgarten        | 21 lipca   | Hermann Lang         | Mercedes-Benz             | Wyniki |

### Pozostałe Grand Prix
| Grand Prix                | Tor         | Data            | Zwycięzca (kierowcy) | Zwycięzca (konstruktorzy) | Wyniki |
| ------------------------- | ----------- | --------------- | -------------------- | ------------------------- | ------ |
| Pau Grand Prix            | Pau         | 2 kwietnia      | Hermann Lang         | Mercedes-Benz             | Wyniki |
| Road Championship         | Brooklands  | 10 kwietnia     | Arthur Dobson        | ERA                       | Wyniki |
| Paris Cup                 | Montlhéry   | 7 maja          | Jean-Pierre Wimille  | Bugatti                   | Wyniki |
| Grand Prix Finlandii      | Eläintarhan | 19 maja         | Adolf Westerblom     | Alfa Romeo                | Wyniki |
| Eifelrennen               | Nürburgring | 21 maja         | Hermann Lang         | Mercedes-Benz             | Wyniki |
| Grand Prix des Frontières | Chimay      | 28 maja         | Maurice Trintignant  | Bugatti                   | Wyniki |
| Grand Prix Bukaresztu     | Bukareszt   | 25 czerwca      | Hans Stuck           | Auto Union                | Wyniki |
| Grand Prix Remparts       | Angoulême   | 30 lipca        | Raymond Sommer       | Alfa Romeo                | Wyniki |
| Campbell Trophy           | Brooklands  | 7 sierpnia      | Raymond Mays         | ERA                       | Wyniki |
| Grand Prix Belgradu       | Belgrad     | 3 września      | Tazio Nuvolari       | Auto Union                | Wyniki |
| Gávea Nacional Circuit    | Gávea       | 29 października | Manuel de Teffé      | Maserati                  | Wyniki |

## Nieoficjalna klasyfikacja Mistrzostw Europy
| Poz | Kierowca                | BEL | FRA | GER | SUI | Pkt |
| --- | ----------------------- | --- | --- | --- | --- | --- |
| 1   | Hermann Paul Müller     | NU  | 1   | 2   | 4   | 12  |
| 2   | Hermann Lang            | 1   | NU  | NU  | 1   | 14  |
| 3   | Rudolf Caracciola       | NU  | NU  | 1   | 2   | 17  |
| 4   | Manfred von Brauchitsch | 3   | NU  | NU  | 3   | 19  |
| =   | Tazio Nuvolari          | NU  | NU  | NU  | 5   | 19  |
| 6   | Rudolf Hasse            | 2   |     | NU  | NU  | 20  |
| =   | René Dreyfus            |     | 7   | 4   | 8   | 20  |
| 8   | Georg Meier             | NU  | 2   | NU  |     | 22  |
| 9   | Raymond Sommer          | 4   | 5   | NU  |     | 23  |
| =   | Hans Stuck              |     | 6   | NU  | 10  | 23  |
| 11  | Robert Mazaud           | 5   |     | 6   |     | 24  |
| =   | "Raph"                  |     | 9   | 5   |     | 24  |
| 13  | Giuseppe Farina         | NU  |     |     | 7   | 25  |
| 14  | Paul Pietsch            |     |     | 3   | NU  | 26  |
| 15  | René Le Bègue           |     | 3   |     |     | 27  |
| 16  | Louis Gérard            | 6   |     |     |     | 28  |
| =   | Philippe Étancelin      |     | 4   |     |     | 28  |
| =   | Luigi Chinetti          |     | 8   |     |     | 28  |
| =   | Leonhard Joa            |     |     | 7   |     | 28  |
| =   | Hans Hartmann           |     |     |     | 6   | 28  |
| =   | Clemente Biondetti      |     |     |     | 9   | 28  |
| =   | Kenneth Evans           |     |     |     | 11  | 28  |
| =   | John Wakefield          |     |     |     | 12  | 28  |
| =   | Robert Ansell           |     |     |     | 13  | 28  |
| 25  | Richard Seaman          | NU  |     |     |     | 29  |
| =   | Adolfo Mandirola        | NU  |     | DK  |     | 29  |
| =   | Emmanuel de Graffenried |     |     |     | NU  | 29  |
| 28  | Yves Matra              |     | NU  |     |     | 30  |
| =   | Luigi Villoresi         |     |     | NU  |     | 30  |
| 30  | Raymond Mays            |     | NU  |     |     | 31  |
| =   | Heinz Brendel           |     |     | NU  |     | 31  |
| =   | Giovanni Rocco          |     |     |     | NU  | 31  |
| Poz | Kierowca                | BEL | FRA | GER | SUI | Pkt |

| Kolor     | Rezultat                             | Punkty |
| --------- | ------------------------------------ | ------ |
| Złoty     | Zwycięzca                            | 1      |
| Srebrny   | 2. miejsce                           | 2      |
| Brązowy   | 3. miejsce                           | 3      |
| Zielony   | Przynajmniej 75% rezultatu zwycięzcy | 4      |
| Niebieski | 50%-75% rezultatu zwycięzcy          | 5      |
| Fioletowy | 25%-50% rezultatu zwycięzcy          | 6      |
| Czerwony  | Poniżej 25% rezultatu zwycięzcy      | 7      |
| Czarny    | Zdyskwalifikowany                    | 8      |
| Biały     | Nie brał udziału                     | 8      |